# Danny Quah

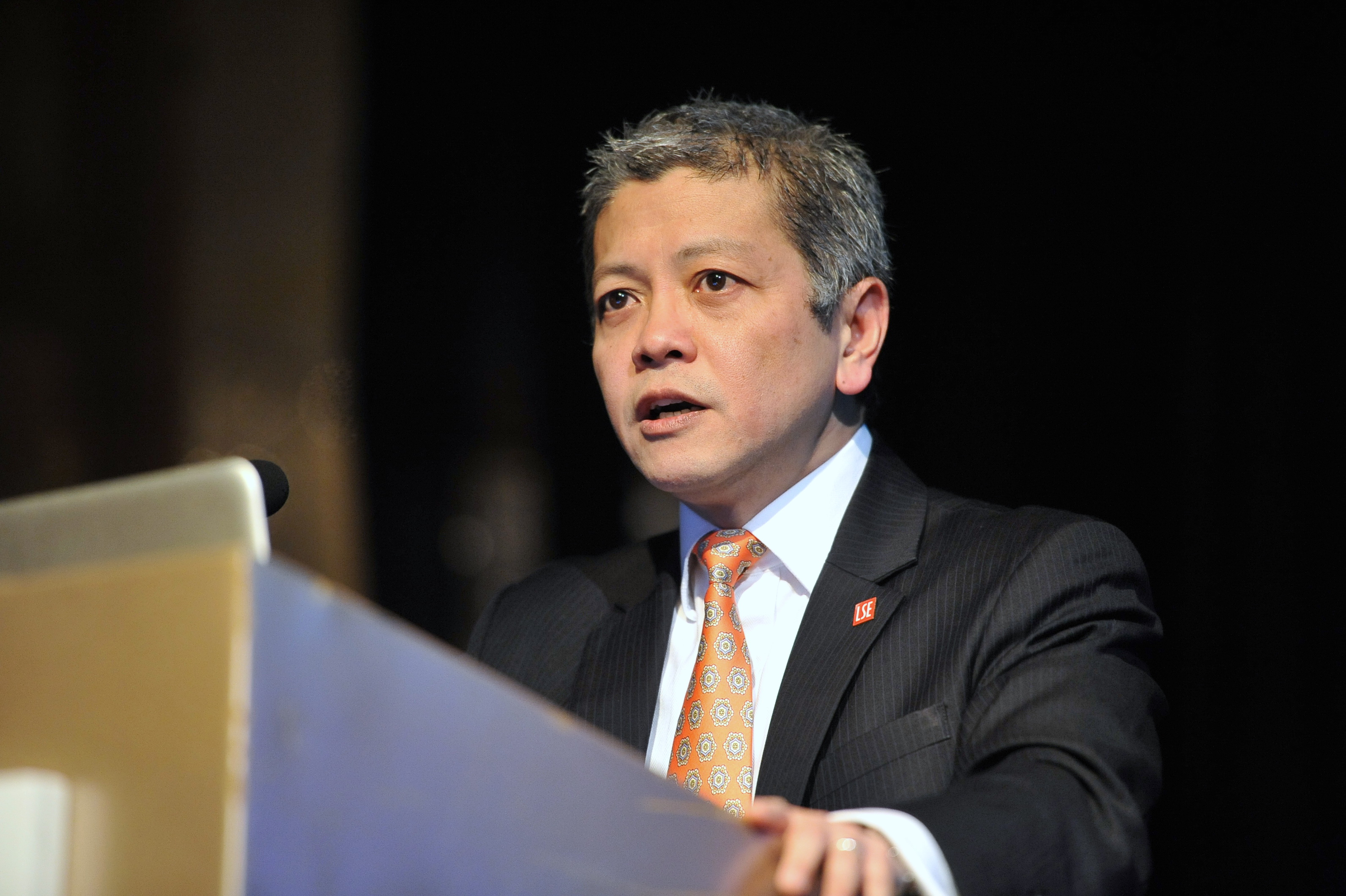
Danny Quah

Danny Quah (* 26. Juli 1958 in Malaysia) ist Professor für Volkswirtschaftslehre an der London School of Economics.

## Wirken
Quahs Arbeit im Bereich der Makroökonomie beinhaltet wichtige Beiträge der Wachstumstheorie, Entwicklungsökonomie und monetären Ökonomie.
Quah promovierte an der Harvard-Universität. Er war am Massachusetts Institute of Technology, in Princeton und der Universität von Minnesota aktiv.
Eine seiner wichtigsten Arbeiten ist eine Diskussion von autoregressiven Vektoren mit Olivier Blanchard, bedeutend ist auch seine Abhandlung über doppelt gegipfelte Einkommensverteilungen. 2015 veröffentlichte Quah eine aktualisierte Variante des Valeriepieris-Kreises, die überregionale Aufmerksamkeit erhielt.
Darüber hinaus ist Danny Quah aktiv im Kampfsport Tae Kwon Do, in dem er einige Preise errungen hat.